# نيلسون كارلوس فيريرا
نيلسون كارلوس فيريرا هو منافس ألعاب قوى برازيلي، ولد في 1973 في Barbosa Ferraz, Paraná ‏ في البرازيل.

## وصلات خارجية
- نيلسون كارلوس فيريرا على موقع الاتحاد الدولي لألعاب القوى (الإنجليزية)
- نيلسون كارلوس فيريرا على موقع أوليمبيديا (الإنجليزية)